# Penthesilea
Penthesilea é um gênero de mariposa pertencente à família Crambidae.